# Il divorzio
Pour les articles homonymes, voir Divorce (homonymie).
Pour plus de détails, voir Fiche technique et Distribution.
Il divorzio (« Le Divorce ») est une comédie italienne réalisée en 1970 par Romolo Guerrieri.

## Synopsis
Leonardo Nenci, un ingénieur d'âge mûr décide après 15 ans de mariage de se séparer de son épouse Elena. Exaspéré par la vie conjugale il entend reprendre sa liberté.
Dans sa nouvelle vie, Leonardo rencontre d'abord Daniela, une jeune fille bien plus jeune et leur rapport s'achève rapidement car beaucoup trop divers pour avoir un avenir ensembles. Puis il se lie avec sa collègue Flavia, une femme mariée et qui s'ennuie et qui bien plus que Leonardo est intéressée par de nouvelles expériences comme l'échangisme et l'homosexualité. Finalement, toujours plus seul et déçu, Leonardo tente une nouvelle approche avec Elena, mais son ex femme à désormais refait sa vie avec un autre.

## Fiche technique
- Titre original : Il divorzio
- Réalisation : Romolo Guerrieri
- Scénario : Alberto Silvestri, Franco Verucci
- Directeur de la photographie :  Sante Achilli
- Montage : Sergio Montanari
- Musique : Fred Bongusto
- Costumes :Luca Sabatelli
- Scénographie : Dario Micheli
- Production : Mario Cecchi Gori
- Maison de production : Fair Film
- Distribution Dear International
- Genre : Comédie
- Pays :  Italie
- Durée : 100 minutes
- Date de sortie :
  - Italie : 1970

## Distribution
- Vittorio Gassman: Leonardo Nenci
- Anna Moffo: Elena, moglie di Leonardo
- Nino Castelnuovo: Piero
- Clara Colosimo: Isolina/Mafalda
- Gustavo D'Arpe: homme aux toilettes publiques
- Umberto D'Orsi: médecin
- Anita Ekberg: Flavia
- Riccardo Garrone: Umberto
- Claudie Lange: Sandra, épouse de Umberto
- Monika Mattson:
- Alessandro Momo: Fabrizio, fils de Leonardo et d'Elena
- Francesco Mulè: Frate Leone
- Tiberio Murgia: l'homme au téléphone public
- Helena Ronee: Daniela Gherardi
- Massimo Serato: Mario, père de Daniela
- Ennio Antonelli: le motocycliste accidenté
- Mario Brega: le vendeur de journaux
- Nadia Cassini: une des accompagnatrices de Leonardo
- Elizabeth Teissier:
- Marlyn Jordan:
- Lars Bloch: une connaissance de Leonardo
- Renzo Marignano: l'échangiste gay
- Claudia Giannotti:
- Gianni Solaro:
- Mario Frera: